# Paciwithius
Genre
Paciwithius est un genre de pseudoscorpions de la famille des Withiidae.

## Distribution
Les espèces de ce genre sont endémiques de Colombie.

## Liste des espèces
Selon Romero-Ortiz, Sarmiento et Harvey en 2023 :
- Paciwithius chimbilacus Romero-Ortiz, Sarmiento & Harvey, 2023
- Paciwithius valduparensis Romero-Ortiz, Sarmiento & Harvey, 2023

## Systématique et taxinomie
Ce genre a été décrit par Romero-Ortiz, Sarmiento et Harvey en 2023 dans les Withiidae.

## Publication originale
- Romero-Ortiz, Sarmiento & Harvey, 2023 : « A new genus and five new species of pseudoscorpions (Arachnida, Pseudoscorpiones, Withiidae) from Colombia. » ZooKeys, vol. 1184, p. 301–326 (texte intégral).